# Bråttö
Bråttö är en by i Föglö kommun på Åland med 13 invånare (2023). Den ligger i den del av kommunen som kallas Västersocken och hör sedan 2006 till Ålands södra skärgårdsförsamling. Tidigare hörde den till Föglö församling.

## Geografi
Bråttö har landgräns i norr och öster mot byn Hummersö samt vattengräns i norr mot Flisö, i öster mot Kallsö, i söder mot Björkör och i väster mot byarna Flaka och Vessingsboda i Lemlands kommun. 
Bebyggelsen ligger på en tidigare ö, Bråttö, som genom landhöjningen har växt ihop med grannbyn Hummersö. Byn omfattar också ett omfattande vattenområde i söder med ett stort antal holmar och skär (se lista längre ner).
Farleden mellan Sverige och Finland går genom byns vatten i Ledfjärden. Naturhamnen Granhamn, där krog inrättades på 1600-talet, ligger också inom byns gränser. 
Bråttö och övriga Västersocken har förbindelse med resten av Föglö via Gollansbron över Kyrksundet, det sund som skiljer Västersocken från Degerö.

## Bebyggelsen
Bymiljön i Bråttö bedöms som kulturhistoriskt värdefull. De tre huvudgårdarna ligger samlade utmed vägen. I viken öster om gårdarna finns byns samfällda sjöviste. I backsluttningen invid sjövistet ligger flera mindre ställen: Torpars, Östermans, Petterssons och Ytterträsk. 
Jordbruk kombinerat med fiske var tidigare huvudnäringar i byn. Särskilt strömmingsfisket om höstarna var viktigt. Från alla gårdar for man ut till fiskelägen i södra skärgården för att fiska strömming. Byn hade tidigare egen midsommarstång. Den stod uppe på Furunäsberget.
Väster om byn på berget ovanför naturhamnen Granhamn står vindkraftverket Albert, ägt av Ålands vindenergi andelslag. Det uppfördes 1999, är 65 meter högt och har en rotordiameter på 44 meter. Effekten är 600 kW. På Åland finns totalt 28 vindkraftverk.

## Bråttö naturreservat
I byn finns Bråttö naturreservat, inrättat 1988, som består av gammal naturskog. Reservatet omfattade från början cirka 29 hektar, men har förstorats till cirka 44 hektar. Marken är privatägd. Syftet med reservatet är att skydda landskapsbilden och växt- och djurlivet. Området ingår i det europeiska nätverket Natura 2000 som särskilt skyddsområde och särskilt bevarandeområde (SAC).

## Historia
Liksom resten av Ålands skärgård befolkades Bråttö under medeltiden. Urbyn i västra Föglö har uppenbarligen varit Björsboda. Från den har sedan byarna Kallsö och Hummersö etablerats och slutligen också de mer perifera och mindre Bråttö och Flisö.
Flera förklaringar till ortnamnet Bråttö har framlagts. De äldsta skrivningarna, Bruttö (1517) samt Broothöö och Brothöö (1537), gör det troligt att förleden innehåller ett personnamn, ett tillnamn Brutte, också skrivet Brotta, som bevisligen existerade på Åland. I 1530-talets skattelängder nämns en bonde Jeppe (Jakob) Brutte eller Brutti, bosatt i byn Lemböte. Bråttö skulle då betyda ’Bruttes ö’ eller ’ön som Brutte förfogar över’, men den Brutte som namnet syftar måste ha levt långt tidigare än Jakob Brutte.

### 1500- och 1600-talet
Första gången vi möter Bråttö i de historiska källorna är i Stockholms stads tänkebok den 17 juni 1517. Per Staffansson i Sonboda och hans ”måg”, Jöns i Bråttö, hade efter Pers bror Jeppe Staffansson ärvt ett stenhus i Sankt Larens gränd i Stockholm, vilket de upplät till rådmannen Jakob Lumpe. Denne Jöns är alltså den första Bråttöbo vi känner till namnet.
Det dröjer sedan ett par decennier innan Bråttö åter nämns i urkunderna. I de äldsta skatteböckerna över Åland, upprättade 1537 och 1539, får vi för första gången veta något om själva byn, nämligen att det då fanns fyra bönder: Bengt Olofsson (1539: Erik Olofsson), Nils Persson, Olof Persson och Gestil Persson. Under de svåra åren kring sekelskiftet 1600 blev två av gårdarna i Bråttö öde. Den ena återbefolkades efter ett drygt decennium, medan den andra förblev öde och marken övertogs av grannarna. 
Den första beskrivningen av Bråttö finns i 1661 års jordebok: ”Denna by haver två vind- eller strömmingsnotvarp, skötläggning bruka de understundom i stora havet, eljest lika lägenhet som i Kallsö”. Och under Kallsö står: ”Timmer- och brännvedskog till nödtorften, mulbete och fjällfiskedräkt sammaledes”. De korta raderna gör klart för oss att Bråttöborna var beroende av fisket för att klara sin försörjning. Framför allt fiskade de strömming, dels med not på byns eget vatten och dels med skötar ute i havet, men också fjällfisk (främst abborre och gädda) fångades. Skog och bete åt kreaturen hade de så att de klarade sig.

### 1700-talet
Början av 1700-talet – med Karl XII:s långa krig mot Ryssland – blev en svår tid för ålänningarna. Bråttöborna tvingades liksom de flesta andra att sensommaren 1714 fly till Sverige när ryska trupper ockuperade landskapet. Hur de sedan kom att tillbringa den närmare åtta år långa flyktingtiden vet vi inte, men däremot vet vi att byns utsatta läge invid segelleden mellan Sverige och Finland gjorde att den var mer eller mindre totalförstörd efter kriget, och bönderna erhöll så många som tio skattefria år för att kunna återuppbygga den. På Uppgård och Mellangård återvände de tidigare familjerna efter fredsslutet 1721, men till Utgård kom en ny bonde, Erik Larsson, hemma från Finholma och gift med en dotter från Mellangård. Gårdens tidigare innehavare, Erik Tomasson, hade avlidit 1713 och änkan hade 1716 som flykting i Stockholm sålt gården till Erik Larsson.
Den första kartan över Bråttö upprättades 1773–74 av lantmätaren Carl Niclas Biörckbom i samband med att byn skattlades. Kartans textdel ger oss en utförlig beskrivning av böndernas villkor och hur livet gestalade sig i Bråttö. Åkerbruket var inte särskilt betydelsefullt för bönderna. Deras viktigaste inkomstkällor var istället skogen, boskapsskötseln och kanske framför allt fisket. 
I byn växte den skog som bönderna behövde till hus och gärdsgårdar liksom till brännved. Dessutom kunde de årligen sälja 15 famnar ved. Betesmarken kring gårdarna var otillräcklig, men det avhjälptes av betet på byns många holmar (ett hundratal räknas upp). Bönderna fiskade strömming kring byns stränder; vid Granhamn fanns två notvarp, i Hemviken ett varp, likaså fanns varp på Granskär och på Flakholm. Fjällfisk (främst gädda och abborre) fångades om höstarna. Bråttöborna sålde regelbundet strömming, någon fjällfisk samt ved och ost i Stockholm.
De tre gårdarna i Bråttö var lotshemman, vilket innebar att bönderna också tjänstgjorde som lotsar vid närbelägna Flisöbergs lotsplats i Flisö.

### Befolkningsutveckling
| Befolkningsutvecklingen i Bråttö 1970–2020 | Befolkningsutvecklingen i Bråttö 1970–2020 | Befolkningsutvecklingen i Bråttö 1970–2020 | Befolkningsutvecklingen i Bråttö 1970–2020 | Befolkningsutvecklingen i Bråttö 1970–2020 |
| ------------------------------------------ | ------------------------------------------ | ------------------------------------------ | ------------------------------------------ | ------------------------------------------ |
|                                            |                                            |                                            |                                            |                                            |
| År                                         |                                            |                                            | Folkmängd                                  |                                            |
| 1970                                       | 1970                                       |                                            | 21                                         |                                            |
| 1980                                       | 1980                                       |                                            | 11                                         |                                            |
| 1990                                       | 1990                                       |                                            | 20                                         |                                            |
| 2000                                       | 2000                                       |                                            | 20                                         |                                            |
| 2010                                       | 2010                                       |                                            | 14                                         |                                            |
| 2020                                       | 2020                                       |                                            | 14                                         |                                            |
|                                            |                                            |                                            |                                            |                                            |

## Hemmanen
På 1500-talet fanns fyra hemman i Bråttö, som var olika stora (84, 54, 40 och 40 jordmark). Omkring år 1600 blev ett hemman öde och övertogs med tiden av granngårdarna. De tre återstående gjordes 1633 lika stora, 76 jordmark eller 2/3 mantal. På 1700-talet förmedlades de till 7/16 mantal. I jordeböckerna ges de omkring 1730 nummer (1–3). Från 1830 är de också noterade med namn. 
- 1, Utgård, ett skattehemman. Lotshemman på 1700- och 1800-talen. Namnet Utgård brukar användas om gårdar som vid något tillfälle flyttats ut från bykärnan. Någon sådan utflyttning är inte känd för Utgård i Bråttö. Enligt 1773–74 års karta ligger gårdarna ganska nära varandra på samma sätt som i dag.[16]
- 2, Uppgård, ett skattehemman. Lotshemman på 1700- och 1800-talen. Gårdsnamn som Uppgård brukar ges till gårdar som ligger påtagligt högre än granngårdarna, men det kan inte Uppgård i Bråttö sägas göra. Liksom för Utgård är anledningen till namnet oklar.[17]
- 3, Mellangård, ett skattehemman, blev på 1600-talet ett kronohemman på grund av obetalda skatter och köptes åter till skatte 1711. Lotshemman på 1700- och 1800-talen. Mellangård har namn efter sitt läge i byn mellan Utgård och Uppgård.[18]

## Holmar och skär
Bland de många holmar och skär som hör till byn Bråttö märks:
- Bergskär (visa på karta), 22 hektar, största längd 700 meter, obebyggd. På lantmätaren Hans Hanssons detaljerade karta över Åland från omkring 1650 omtalas Bergskär som Biöskär, vilket tyder på att den ursprungliga namnformen har varit Björkskär. Samma namnförändring har skett på en holme i Gloskärsarkipelagen. På lantmätaren Carl Niclas Biörckboms karta över Bråttö från 1773–1744 kallas holmen Berg Skiär.
- Botelskär (visa på karta), 10,6 hektar, största längd drygt 500 meter, obebyggd.
- Dömmanskär (visa på karta), 7,3 hektar, största längd 480 meter.
- Flakholm (visa på karta), areal 26,3 hektar, största längd 1000 meter. Holmarna Lillångskär och Enholm har genom landhöjningen växt samman med Flakholm. På östra sidan finns ett brant berg, kallat Borg.
- Fåfängskär (visa på karta), 1,6 hektar, största längd 190 meter.
- Granhamns holmen (visa på karta), 6,8 hektar, största längd drygt 360 meter, obebyggd. Holmen ligger invid naturhamnen Granhamn och har en mängd fornminnen som ristningar och bronsåldersrösen.
- Granskär (visa på karta), 10,1 hektar, största längd 470 meter.
- Grillskär (visa på karta), 5 hektar, största längd 350 meter.
- Inre Ängholm (visa på karta), största längd 480 meter, har genom landhöjningen växt samman med Mellan-Ängholm i söder, bebyggd med fritidshus.
- Klobbonskär (visa på karta), 4,3 hektar, största längd 310 meter.
- Lillklobba (visa på karta), ligger omedelbart söder om Storklobben, obebyggd.
- Lillokskär (visa på karta), 5,9 hektar, största längd 450 meter, obebyggd.
- Långkläppen (visa på karta), 2,9 hektar, största längd 350 meter.
- Mellan-Ängholm (visa på karta), största längd 400 meter, har genom landhöjningen växt samman med Yttre Ängholm i söder och med skäret Bredskär i norr.
- Middagskär (visa på karta), 2,1 hektar, största längd 250 meter.
- Morumskobbarna (visa på karta), några låga hällar med kringliggande skär och grynnor.
- Märrgrunden (visa på karta), 2,2 hektar, största längd 310 meter.
- Möholm (visa på karta), har genom landhöjningen växt samman med flera mindre holmar, Kvigholm, Skogsskär, Hästholm, Orrholm och Strömskär, samt också mer eller mindre med den större ön Sommarön i öster.
- Notgrundet (visa på karta), 1,2 hektar, största längd 160 meter.
- Rödskär (visa på karta), största längd 730 meter, har genom landhöjningen växt samman med skäret Rödskärs haren i nordost.
- Rödskärs ören (visa på karta), 2,1 hektar, största längd 200 meter.
- Sanken (visa på karta), två små klippor i havet.
- Skinnarskär (visa på karta), största längd drygt 500 meter, obebyggd.
- Sommarön (visa på karta), största längd omkring 1,5 kilometer och når som högst drygt 20 meter över havet. Ön är genom landhöjningen mer eller mindre förbunden med grannön Möholm i öster och med Syndersholm i norr. Sommarön, som är obebyggd, ligger sydväst om Bråttö åtskild av ett smalt sund som är farbart med mindre båtar. Namnet Sommarön är gammalt. Det återfinns (något otydligt skrivet) på Hans Hanssons karta över Åland från omkring 1650 liksom på den äldsta kartan över Bråttö by, upprättad 1773–1774 av lantmätaren Carl Niclas Biörckbom. Namnet kommer av att ön i äldre tider användes mest sommartid, säkert främst som betesholme.[20]
- Stora Trutlandet (visa på karta), areal 2,4 hektar, största längd 230 meter.
- Storklobben (visa på karta), 31,4 hektar, största längd 800 meter. Här fanns tidigare sjöbevakningsstationen Storklobb, nedlagd 2011. Anläggningen såldes 2019.[21] Den fungerar nu som hamn med vinterförvaring av båtar.
- Sältingskär (visa på karta), 9,6 hektar, största längd 600 meter. Här hade Bråttöborna i äldre tid ett fiskeläge med ett flertal kojor för övernattning. Fiskeläget har restaurerats och miljön är väl bevarad.
- Tvihjärta (visa på karta), största längd 560 meter.
- Vikkobben (visa på karta), 2,2 hektar, största längd 220 meter.
- Västra Skötskär (visa på karta), största längd 250 meter.
- Yttre Ängholm (visa på karta), största längd 720 meter, har genom landhöjningen växt samman med Mellan-Ängholm i norr.
- Österkobben (visa på karta), 0,5 hektar, största längd 130 meter, en klippa i havet.
- Östra Skötskär (visa på karta), största längd 230 meter.